# Рубинс, Эльмар
Эльмар Рубинс (12 декабря 1944, Даугавпилс — 10 сентября 2007) — советский гребец. Мастер спорта СССР международного класса.
Выпускник 2-й Рижской средней школы (1962). Окончил Рижский политехнический институт (1963—1969).
Тренировался у Роландса Спрогиса, Юриса Алдинша и Михаила Плаксиньша. В разное время представлял такие спортивные общества как «Динамо» «Даугава» и Центральный спортивный клуб армии по водным видам спорта. Трехкратный чемпион СССР: восьмёрка (1965, 1966) и четвёрка (1968). Победитель Спартакиады народов СССР в четверке с рулевым (1967).
В составе сборной СССР стал вице-чемпионом мира (1966) и вице-чемпионом Европы (1965) в восьмёрке. Участвовал в Олимпийских играх 1968 года в Мехико, где в составе четвёрки занял 7 место.
Его супруга Ингуна являлась призёром чемпионата мира среди юниоров 1988 года. Внуки: Кристиан Рубинс — хоккеист, Карлис Рубинс- гребец.